# Isthmohyla rivularis
Isthmohyla rivularis – bardzo rzadki gatunek płaza bezogonowego z rodziny rzekotkowatych (Hylidae). Obecnie gatunek ten jest zaliczany do zagrożonych wyginięciem.

## Charakterystyka
Rzekotki z gatunku I. rivularis osiągają do 2,5 cm długości. Mają brązową lub brązowo-zielonkawą skórę z metaliczno-zielonymi, podłużnymi, wąskimi pręgami po bokach ciała i głowy. Posiada także duże, ciemne oczy.

## Występowanie
Gatunek I. rivularis zamieszkuje okolice strumieni w lasach tropikalnych zachodniej, centralnej i skrajnie wschodniej Kostaryki oraz zachodniej Panamy na wysokości 1210–2040 m n.p.m. Jedno ze stanowisk jego występowania to tzw. Monteverde Cloud Forest na południe od jeziora Arenal, w pobliżu miejscowości Tilarán w Kostaryce.

## Historia odkrycia i status
Gatunek ten opisał w 1952 roku amerykański herpetolog Edward Harrison Taylor, nadając mu nazwę Hyla rivularis. Holotyp i paratypy zostały odłowione w sierpniu 1947 roku na plantacji chinowca położonej na wschodnich zboczach wulkanu Poás w Kostaryce. Jednak już pod koniec lat 80. uznano, że gatunek wymarł na skutek epidemii grzybicy skóry. Mimo to pojedynczy egzemplarz (po raz ostatni) spotkano jeszcze w 1993 w pobliżu Las Tablas w południowej Panamie. Dopiero w roku 2007 w Monteverde Cloud Forest odkryto żywego samca tego gatunku, a rok później także samicę. Po tych odkryciach, rzekotki I. rivularis przesunięto z listy gatunków wymarłych na listę zwierząt krytycznie zagrożonych wyginięciem (CR). W 2020 roku, po tym jak odkryto nowe stanowiska tego płaza, IUCN zmieniła status gatunku na zagrożony (EN). Przypuszcza się, że populacja tego gatunku liczy nie więcej niż 2500 dorosłych osobników, a jej trend jest spadkowy.
Jest to przykład tzw. efektu Łazarza, czyli odnalezienia żywych przedstawicieli gatunku uznanego już za wymarły.